# Magánlaksértés
A magánlaksértés a személy elleni bűncselekmények körébe tartozó bűncselekmény. A lényege a lakóhely szabadságának megsértése. Van szabálysértési alakzata is. Csak magánindítványra büntetendő.

## Fogalma
Magánlaksértés
Aki más lakásába, egyéb helyiségébe vagy ezekhez tartozó bekerített helyre erőszakkal, fenyegetéssel vagy hivatalos eljárás színlelésével bemegy, illetve ott bent marad, vétséget követ el és  2 évig terjedő szabadságvesztéssel büntetendő.
(2) bűntett: 3 év, aki másnak a lakásába, egyéb helyiségébe vagy az ezekhez tartozó bekerített helyre, az ott lakó vagy azzal rendelkező akarata ellenére vagy megtévesztéssel
a) éjjel,
b) fegyveresen,
c) felfegyverkezve vagy
d) csoportosan
bemegy, vagy ott bent marad.
Aki mást megakadályoz abban, hogy lakásába, egyéb helyiségébe vagy az ezekhez tartozó bekerített helyre bemenjen,
a) ha az (1) bekezdésben meghatározott módon követi el, az (1) bekezdés szerint,
b) ha a (2) bekezdésben meghatározott módon követi el, a (2) bekezdés szerint büntetendő.
A büntetés bűntett miatt  1-5 év, ha az (1). bekezdésben foglalt cselekményt a  (2) módon követnek el.

## A szabálysértési alakzat
A 2012. évi II. törvény ötödik részében  a XXIII. fejezetben foglalt szabálysértési elzárással is büntethető szabálysértések közül az egyik a magánlaksértés.
Aki másnak a lakásába, egyéb helyiségébe, vagy ezekhez tartozó bekerített helyre az ott lakónak/ azzal rendelkezőnek akarata ellenére, vagy megtévesztéssel bemegy, vagy ott bennmarad, úgyszintén aki mást akadályoz abban, hogy a lakásába, egyéb helyiségébe vagy ezekhez tartozó bekerített helyre bemenjen.Magánlaksértés miatt szabálysértési eljárásnak csak magánindítványra van helye.

## Története
A Csemegi-kódex szerint a magánlak megsértése hol bűntett, hol vétség. Bűntett miatt büntetendő az, aki másnak a lakásába, üzleti helyiségébe, azokkal összeköttetésben levő vagy azokhoz tartozó helyiségbe vagy kerített helyre a jogosítottnak beleegyezése nélkül jogtalanul, erőszakkal, fenyegetéssel vagy hamis kulcs használásával behatol. A büntetés, amennyiben a cselekmény súlyosabb bűntett tényállását meg nem állapítja, két évig, bizonyos súlyosabb esetekben 3 évig terjedő börtön, nevezetesen akkor, ha a bűnös a magánlak megsértését közhivatalnoki minőség színlelése vagy hatósági rendelet ürügye alatt vagy éjjel vagy fegyveresen követi el vagy annak elkövetésében együttesen több személy vesz részt. A M. enyhébb esete az, ha a tettes másnak lakásába vagy annak fennemlített helyiségeibe jogos indok nélkül cselszövénnyel vagy a jogosítottnak akarata ellenére bemegy vagy a jogosult akarata ellenére ott benn marad. Ez mint vétség a sértett fél indítványára 3 hónapig terjedhető fogházzal és 100 forintig terjedő pénzbüntetéssel büntetendő.

## A magánlakás fogalma
A magánlakás minden olyan tartózkodási hely, helyiség, mely a magánszemély életvitelét rendszeresen vagy ideiglenesen szolgálja. A helyiség jellege nem releváns, se a használat jogcíme (bérlet, tulajdon, haszonélvezet stb.). A magánlakásban az ember rendszeresen vagy időközönként visszatérően tartózkodik, ott az általános, biológiai életvitelével kapcsolatos tevékenységet végez, tehát nem beszélhetünk a munkahely, iroda esetében magánlakásról. Lakásnak kell tekinteni a lakókocsit, sátort is, hiszen ideiglenesen – vagy állandó jelleggel – magánszemélyek tartózkodási helyéül szolgál.

## A jogi személy céljára szolgáló helyiségek fogalma
Az a helyiség minősül a jogi személy céljára szolgálónak, ahol célját, feladatát megvalósítja. Ezek lehetnek nyitottak (pl. áruház) és zártak (pl. iroda).

## Az elkövetési tárgy
A magánlaksértés bűncselekmény elkövetési tárgya a lakás, egyéb helyiség vagy ezekhez tartozó bekerített hely.
Lakásnak tekintendő minden olyan zárt hely, amely emberek tartózkodási helyéül és rendszeres éjjeli szállásául szolgál. Az egyéb helyiség fogalma alá tartozik a lakással szorosan összefüggő helyiség, a gazdasági tevékenység végzésére és emberi tartózkodási helyül szolgáló zárt épületrész, valamit az emberek összejövetele céljára használatos helyiség. A lakáshoz tartozó bekerített hely a fallal avagy más módon körülvett terület, amely a lakás vagy egyéb helyiség rendeltetésszerű használatát elősegíti vagy kiegészíti. A magánlakásértés kizárólag másnak a lakása, egyéb helyisége vagy bekerített helye tekintetében követhető el.

## Jelentősége
A jog általánosságban védi a magánlakás sérthetetlenségét, így ha a magánszemélyt a saját magánlakásában kialakított életvitelében zavarnak, sértenek, vagy a jogi személy tagjait akadályozzák tevékenységük kifejtésében, úgy az a magánlakáshoz, jogi személy céljára szolgáló helyiségek megzavarásának minősül, a jog által szankcionálható. A magánlakáshoz való jog megsértésére a bíróságok, hatóságok előtt kevésbé szoktak hivatkozni, hiszen a jogrendszer más területei gyorsabban és hatásosabban képesek a jogvédelmet biztosítani, pl a büntetőjog a magánlakás megsértése bűncselekményére hivatkozással a rendőrség, ügyészség eljár, vagy a polgári jog terén a birtokvédelem eszközeivel.